# 泉和子
泉和子（いずみ かずこ、1930年5月5日 - ）は、浪曲師。本名は、泉御代仁（いずみ みよに）。浪曲親友協会理事。
長崎県諫早市出身。兄に梅中軒鶯、姉に梅山和子、妹に京乃天姫。1944年5月初代日吉川秋斎に弟子入り。1945年8月に大阪市天満の国光席で日吉川和千代の芸名で「島田左近」で初舞台。修業後女流団に加わり各地で巡業をし、1950年頃から10年間妹、京乃天姫のマネージャーとして活躍する。1973年12月、浪曲親友協会の推薦で大阪道頓堀の朝日座で芸名を「泉和子」を襲名。
古老として現在も活躍中。
主な受賞は、2002年大阪府知事表彰 文化芸術部門。
弟子に泉敏栄。